# コンクリート造の工作物の解体等作業主任者
コンクリート造の工作物の解体等作業主任者（コンクリートぞうのこうさくぶつのかいたいとうさぎょうしゅにんしゃ）は、労働安全衛生法により高さが5m以上コンクリート造の工作物の解体作業等を行う場合に配置しなければならないとされている者である。コンクリート造の工作物の解体等作業主任者技能講習を修了した者でなければ、コンクリート造の工作物の解体等作業主任者の業務を行う事が出来ない。
また、主任者となるための技能講習を修了した者すなわち資格取得者のこと、あるいは資格そのものを指すこともある。

## 概要
高さが5m以上のコンクリート造の工作物の解体又は破壊の作業を行う場合において労働災害の防止など行う。

## 受講資格
- コンクリート造の工作物の解体又は破壊の作業（次号において「工作物の解体等の作業」という。）に3年以上従事した経験を有する者
- 学校教育法による大学、高等専門学校又は高等学校において土木又は建築に関する学科を専攻して卒業した者で、その後2年以上工作物の解体等の作業に従事した経験を有するもの
- その他厚生労働大臣が定める者

## 技能講習
- 各都道府県労働局に登録する登録講習機関により行われる。

### 講習科目
1. コンクリート造の工作物の解体又は破壊に関する知識
2. 工事用設備、機械、器具、作業環境に関する知識
3. 作業者に対する教育等に関する知識
4. 関係法令
5. 修了試験